# Stacy Earl (musikalbum)
|  | Den här artikeln är nominerad till att bli en utmärkt eller bra artikel. Vad tycker du? Gör din röst hörd! |

Stacy Earl är det självbetitlade debutalbumet av Stacy Earl, utgivet av RCA den 18 januari 1992. Inför skapandet av albumet jobbade Earl med en stor mängd musikproducenter. Resultatet blev kompositioner inom genrerna pop, danspop och new jack swing med influenser av latinamerikansk musik och disco. Vid utgivningen fick albumet blandad eller negativ respons från musikjournalister. Även om Earls sångprestation lyftes fram var den generella konsensusen att albumet var förutsägbart producerat med generiska kompositioner och texter vilka inte hjälpte Earl att särskilja sig från sina samtida konkurrenter. 
Lanseringen av Stacy Earl genererade musiksinglarna "Love Me All Up", "Romeo & Juliet" och "Slowly". De förstnämnda två placerade sig inom topp-40 på singellistan Billboard Hot 100. "Romeo & Juliet" blev under sin premiärvecka den mest spelade nya låten i amerikansk radio. Efter utgivningen nådde Stacy Earl plats 16 på amerikanska Heatseekers Albums, en topplista som mätte försäljningen för enbart nya musikakter, men misslyckades att ta sig in på Billboard 200. År 1992 vann Earl en Rising Star Award vid Boston Music Awards.

## Bakgrund
Stacy Earl växte upp i en musikälskande familj i Boston, Massachusetts. I hushållet spelades allt från blues så som Frank Sinatra och Billie Holiday till Motown. Earl flyttade till New York för att gå på College och sökte samtidigt efter ett skivkontrakt. I en intervju med Billboard kommenterade hon: "Det finns så mycket kreativ energi i New York, jag ville vara en del av den." Efter flytten fick hon ett kontrakt med RCA Records och började spela in låtar till ett debutalbum.

## Inspelning och komposition
Stacy Earl är ett danspopbetonat popalbum ämnad för unga vuxna musikkonsumenter enligt Cash Box. Albumet innehåller tio spår och är sammansatt med hjälp av en stor mängd musikproducenter och låtskrivare, däribland Clif Magness, Glen Ballard, Siedah Garrett, David Gamson, Ian Prince, Oliver Leiber och Paul Peterson. Inför skapandet av albumet valde Earl från en katalog av omkring 500 demolåtar.
"Romeo & Juliet" gästas av musikduon The Wild Pair, känd från Paula Abdul-låten "Opposites Attract" från 1989. "Do You Really Want My Love" går i medelsnabbt tempo medan "Can't Go on This Way" har beskrivits som en glad komposition med influenser av latinamerikansk musik. Spåren "Love Me All Up" och "Show Me" skrevs av Danny Sambello samt Stacy och Dick Rudolph och producerades av den förstnämnda tillsammans med Michael Sambello. "Love Me All Up" är en poplåt uppbyggd kring danspop-beats och med antydan till disco. "Slowly" är en ballad som Cash Box beskrev som "förförisk och känsloväckande".

## Lansering och marknadsföring
Stacy Earl släpptes den 18 januari 1992 i USA på CD och kassettband. "Love Me All Up" släpptes av Earl och RCA som huvudsingel från albumet den 8 november 1991. För att marknadsföra låten och albumet valde RCA att skicka Earl på en 15 veckor lång PR-turné till amerikanska popradiostationer. Butch Waugh, chef för marknadsföring på RCA, noterade hur skivbolaget gjorde en annorlunda PR-kampanj för "Love Me All Up" än hur de vanligen arbetade. Under besöken fick radioprogrammerare och andra anställda även lyssna på andra låtar från albumet. En vecka innan den officiella radiodebuten i USA var låten med på topp-fyrtio spellistor på de största radiostationerna i New York, Los Angeles, San Diego, San Francisco, Chicago och Phoenix. Waugh, som reste tillsammans med Earl för att marknadsföra albumet, beskrev henne som "sin egen bästa PR-strateg". Han kommenterade till Billboard: "Hon har så mycket energi och entusiasm. Hon är en fröjd att jobba med."
Radio & Records rapporterade att "Love Me All Up" var en av de mest populära nya musikutgivningarna på amerikansk popradio den 8 november. Den 16 november noterade Billboard att låten var den fjärde mest populära nya musikutgivningen på radio i USA och låten gick därmed in på plats 96 på singellistan Billboard Hot 100. Den nådde slutligen plats 26 på listan. I Kanada nådde "Love Me All Up" topp-50 på landets singellista publicerad av RPM och femteplatsen på dansmusiklistan sammansatt av samma tidskrift. "Romeo & Juliet" släpptes till amerikansk popradio den 14 februari. Låten blev den mest spelade nya singelutgivningen i USA under premiärveckan. Den 29 februari rapporterade Billboard att "Romeo & Juliet" fick veckans titel "Power Pick/Airplay" efter att den klättrat 30 placeringar på Hot 100-listan och nådde plats 55. Tidskriften bedömde att singeln hade 95% chans att nå topp-tio och 85% chans att nå topp-fem på listan. Den nådde som högst plats 27 på listan och blev därmed Earls andra topp-40 notering i karriären. I Kanada gick "Romeo & Juliet" in på plats 94 den 14 mars 1992 och nådde som högst plats 33. "Slowly" släpptes som albumets tredje och sista singel den 22 maj. Den nådde som högst plats 52 på Billboard Hot 100 och plats 33 på listan Hot Adult Contemporary.

## Mottagande och eftermäle
Justin Kantor från Allmusic beskrev Earls sångröst som lättillgänglig och jordnära vilket gjorde att albumet var en "tillfredsställande lyssning". Kantor kommenterade: "Earl kan framstå som en söt Paula Abdul-kopia vid en första snegling och lyssning, men hennes album bevisar att hon är mer av substans och stil." Melinda Newman från Billboard beskrev Stacy Earl som "kapabelt producerad kanonmat" men att albumet var förutsägbart. Newman skrev: "Earl har en genomträngande sångröst men saknar stil och attityd för att lyckas leverera hetta till de generiska låttexterna." Bryan DeVaney från Cash Box var positiv i sin recension av albumet. Han noterades att låtmaterialet visserligen inte var särskilt utmanande att framföra som sångare men bedömde det som ett "bra första försök". DeVaney skrev: Med en tillräckligt bra sångröst och stöttning från ett skivbolag kan den här attraktiva unga sångerskan ha en framtida karriär, om hon har tillräckligt mycket skinn på näsan för att överleva musikbranschen." Chicago Tribune gav albumet 2 av 5 stjärnor och kommenterade: "[...] innehållet består av syntbetonade dansmusiklåtar och sockriga låttexter som framförs i flämtande, mycket höga tonhöjder." Lynn Dean Ford från The Indianapolis Star skrev: "De bästa och mest originella spåren är disco-betonade 'Love Me All Up' och melodiösa 'Do You Really Want My Love'." Richard Riccio från Tampa Bay Times beskrev Earl som en "Paula Abdul-klon" och fortsatte: "[...] Det finns inga nya idéer här. Detta är inte bara en dålig skiva, det är en tråkig, överflödigt dålig popskiva med de överblivna resterna från [Oliver Leibers] arbete med Abdul. [...] Aktuella 'Romeo & Juliet' är så lik hans tidigare arbeten att man kan undra om han kan bli dömd för plagiat på sig själv."
Efter utgivningen gick Stacy Earl inte in på amerikanska albumlistan Billboard 200 men nådde plats 16 på Heatseekers Albums, en topplista som mätte försäljningen för enbart nya musikakter. År 1992 vann Earl en Rising Star Award vid Boston Music Awards. Hon jobbade därefter sporadiskt som sångare och fortsatte att bo i Los Angeles med sin familj. Låten "Blood from a Stone" släpptes som radiosingel år 1993 vilket blev Earls sista musikutgivning på RCA.

## Låtlista
Information hämtad från Discogs
| 1.  | "Sho 'Nuf A Star"             | Clif Magness Glen Ballard Siedah Garrett | Clif Magness Glen Ballard       | 4:07 |
| 2.  | "Just When I Needed A Friend" | Oliver Leiber Paul Peterson              | Oliver Leiber Paul Peterson     | 4:22 |
| 3.  | "Romeo & Juliet"              | Oliver Leiber                            | Oliver Leiber                   | 4:16 |
| 4.  | "Do You Really Want My Love"  | Mick Leeson Peter Vale                   | Ian Prince                      | 3:50 |
| 5.  | "Can't Go On This Way"        | Andy Mendelson                           | Ian Prince                      | 3:43 |
| 6.  | "Love Me All Up"              | Danny Sembello Dick Rudolph Stacy Earl   | Danny Sembello                  | 4:57 |
| 7.  | "Show Me"                     | Danny Sembello, Marti Sharron Niki Haris | Danny Sembello Michael Sembello | 4:44 |
| 8.  | "Slowly"                      | Mark Holden Phil Galdston                | Clif Magness                    | 4:47 |
| 9.  | "Rhythm In My Heart"          | John Bettis Walter Afanasieff            | Ian Prince                      | 4:05 |
| 10. | "Temptation"                  | David Gamson Oliver Leiber               | David Gamson Oliver Leiber      | 3:52 |

## Topplistor

### Veckolistor
| Topplista (1991)                   | Högsta placering |
| ---------------------------------- | ---------------- |
| USA Heatseekers Albums (Billboard) | 16               |

## Utgivningshistorik
| Land | Datum            | Utgåva   | Format      | Skivbolag | Ref.   |
| ---- | ---------------- | -------- | ----------- | --------- | ------ |
| USA  | 18 januari 1992  | Standard | CD, kassett | RCA       | [ 7 ]  |
| USA  | 12 december 2006 | Standard | CD          | RCA       | [ 28 ] |